# 20218 Dukewriter
A 20218 Dukewriter (ideiglenes jelöléssel (20218) 1997 GT34) a Naprendszer kisbolygóövében található aszteroida. A LINEAR projekt keretében fedezték fel 1997. április 3-án.